# Долбока
Долбока (укр. Довбока) — река, впадающая в Куяльницкий лиман, расположенная на территории Ивановского и Лиманского районов (Одесская область, Украина).

## География
Длина — 15 км. Площадь бассейна — 68,3 км². Долина частично изрезана ярами и промоинами, есть участки обрывистых берегов (высотами 2-5 м). Русло на протяжении всей длины пересыхает. На реке созданы пруды. Приток пресной воды реки в Куяльницкий лиман 0,000 м³/с.
Берёт начало севернее села Павлинка. Река течёт на юг. Впадает в Куяльницкий лиман южнее села Новокубанка.
Притоки: балка Яровка (правый), безымянные балки
Населённые пункты (от истока к устью):
Ивановский район
1. Павлинка
2. Созоновка
3. Василевка

Лиманский район
1. Новокубанка